# 브리타 슈테펜
브리타 슈테펜(독일어: Britta Steffen, 1983년 11월 16일 ~ )은 독일의 수영 선수이다. 현 여자 50m와 100m 자유형 세계 기록 보유자이다.

## 수영 경력
슈테펜은 1999년 유럽 주니어 선수권 대회에서 6개의 메달을 획득했고, 2000년 하계 올림픽 800m 자유형에서 독일의 계주 팀 일원으로서 메달을 획득했다.
그녀는 2007년 멜버른 세계 선수권 대회 100m 자유형에서 3위를 했고 800m 자유형 계주에서 2위를 했다.
2008년 베이징 하계 올림픽이 열리는 동안, 슈테펜은 100m 자유형에서 이전 오스트레일리아의 평영 세계 기록 보유자 트리켓을 꺾고 우승했다.

## 같이 보기
- 수영 자유형 50m 세계 기록 추이
- 수영 자유형 100m 세계 기록 추이